# Lissocarpaceae
Lissocarpaceae is de botanische naam in de rang van familie, van tweezaadlobbige planten. Een familie onder deze naam wordt met een zekere regelmaat erkend door systemen voor plantentaxonomie.
- Het Cronquist systeem (1981) erkent de familie en plaatst haar in de orde Ebenales.
- Het APG-systeem (1998) erkent de familie, maar laat haar ongeplaatst.
- Het APG II-systeem (2003) erkent de familie niet: de betreffende planten worden ingedeeld in de familie Ebenaceae.

Indien erkend, gaat het om een heel kleine familie, die alleen voorkomt in tropisch Zuid-Amerika.